# Lewis Nixon
Lewis Nixon (ur. 30 września 1918 w Nowym Jorku, zm. 11 stycznia 1995 w Los Angeles) – amerykański oficer, jeden z bohaterów książki Stephena Ambrose’a Kompania braci oraz serialu telewizyjnego o tym samym tytule.

## Życiorys
Urodził się w bogatej rodzinie, ukończył studia na Uniwersytecie Yale, w młodości dużo podróżował. W 1941 zgłosił się na ochotnika do wojsk powietrznodesantowych. Został przyjęty jako szeregowy, ale wkrótce po tym wysłano go do szkoły oficerskiej, gdzie otrzymał stopień podporucznika.
Już jako podporucznik został przydzielony do kompanii „E” 2. batalionu 506 Pułku Piechoty Spadochronowej, będącego częścią 101 Dywizji Powietrznodesantowej podczas II wojny światowej. Wraz z tą jednostką Nixon przeszedł szlak bojowy od lądowania w Normandii aż do końca wojny.  W czasie wojny służył jako oficer wywiadu (S2), początkowo na poziomie batalionu, a w późniejszym czasie pułku, jednak pod koniec wojny z powodu nadużywania alkoholu został zdegradowany z powrotem do oficera operacyjnego (S3) batalionu.  Wojnę zakończył ze stopniem kapitana.
Po wojnie powrócił do pracy w rodzinnym Nixon Nitration Works, w obecnym Edison. Po dwóch nieudanych małżeństwach w 1956 poślubił Grace, z którą spędził resztę swojego życia. Zmarł z powodu komplikacji związanych z cukrzycą, na którą chorował.
W serialu Kompania braci w jego postać wcielił się Ron Livingston.